# Yamakasi: Els samurais dels temps moderns
Yamakasi: Els samurais dels temps moderns (títol original: Yamakasi) és una pel·lícula sobre un grup francès, practicants del Parkour o art del desplaçament. Ells tenen la seva pròpia filosofia, ells ho veuen com un art, és la seva forma de moure's lliurement, una forma de vida. Altres persones ho veuen com un esport o una manera de guanyar diners. Va ser fundat el 1980 per un grup de nou joves anomenat Yamakasi, encara que diuen que va ser David Belle, que resideix a Lisses, França, i que segueix entrenant amb més gent. Ha estat doblada al català

## Argument
Tot comença amb un nen que es diu Jamal, quan intenta imitar als seus herois anomenats Yamakasi. Aquests tenen la capacitat de desplaçar-se per la ciutat amb molta facilitat. El nen es fa mal quan intenta imitar als Yamakasi. El nen pateix una malaltia al cor i al caure necessita ser ingressat urgentment. Necessita un trasplantament de cor, el qual val molts diners, cosa que la mare del nen no té. En aquest punt entren els Yamakasi ajudant al nen a aconseguir els diners perquè se senten culpables, ja que el nen s'ha fet mal imitant-los. Els Yamakasi reuneixen els diners que poden fent-ho a la seva manera.

## Repartiment
- Piti (Kamikaze)
- Châu Belle-Dinh (Beisbol)
- William Belle (La Aranya)
- Malik Diouf (Mostela)
- Yannn H'Nautra (Zicmu)
- Guylain N'Guba Boyeke (Cohet)
- Laurent Piemontesi (Tango)
- Charles Perrière & Jo Prestia (Toro assegut)

## Altres pel·lícules
De Parkour o art del moviment hi ha més pel·lícules: districte 13 i b13 ultimatum, aquestes dues pel·lícules van ser creades per David Belle. També van fer la pel·lícula Yamakasi 2 l'any 2008.

## Banda sonora
Aquesta és la banda sonora de la pel·lícula Yamakasi:
- 1. Les Fils Du Vent, Simarils
- 2. The Amulet
- 3. Flight
- 4. Kitano
- 5. Jeux
- 6. Tsu
- 7. Bamboo Battle
- 8. The Journey Begins
- 9. A Call To A Loved One
- 10. Midnight Rendez-Vous
- 11. Daylight Rendez-Vous
- 12. The Hyenas Make Chase
- 13. The Temple
- 14. Blood Is Thicker Than Love
- 15. Ambush
- 16. A Battle Of Dignity
- 17. Tsu Meets With Wong
- 18. Kitano's Darknes
- 19. Loss Versus Hope
- 20. The Abduction Of Tsu
- 21. The Executioner Awaits
- 22. A Call To Arms
- 23. The Stand Off
- 24. When Three Worlds Collide
- 25. Les Fils Du Vent
- 26. Tsu's Final Goodbye?